# 西大新駅
西大新駅（ソデシンえき）は、大韓民国釜山広域市西区にある釜山交通公社1号線の駅である。駅番号は107。

## 駅構造
島式ホーム1面2線の地下駅。スクリーンタイプのホームドアが設置されている。出入口は4箇所に設けられている。

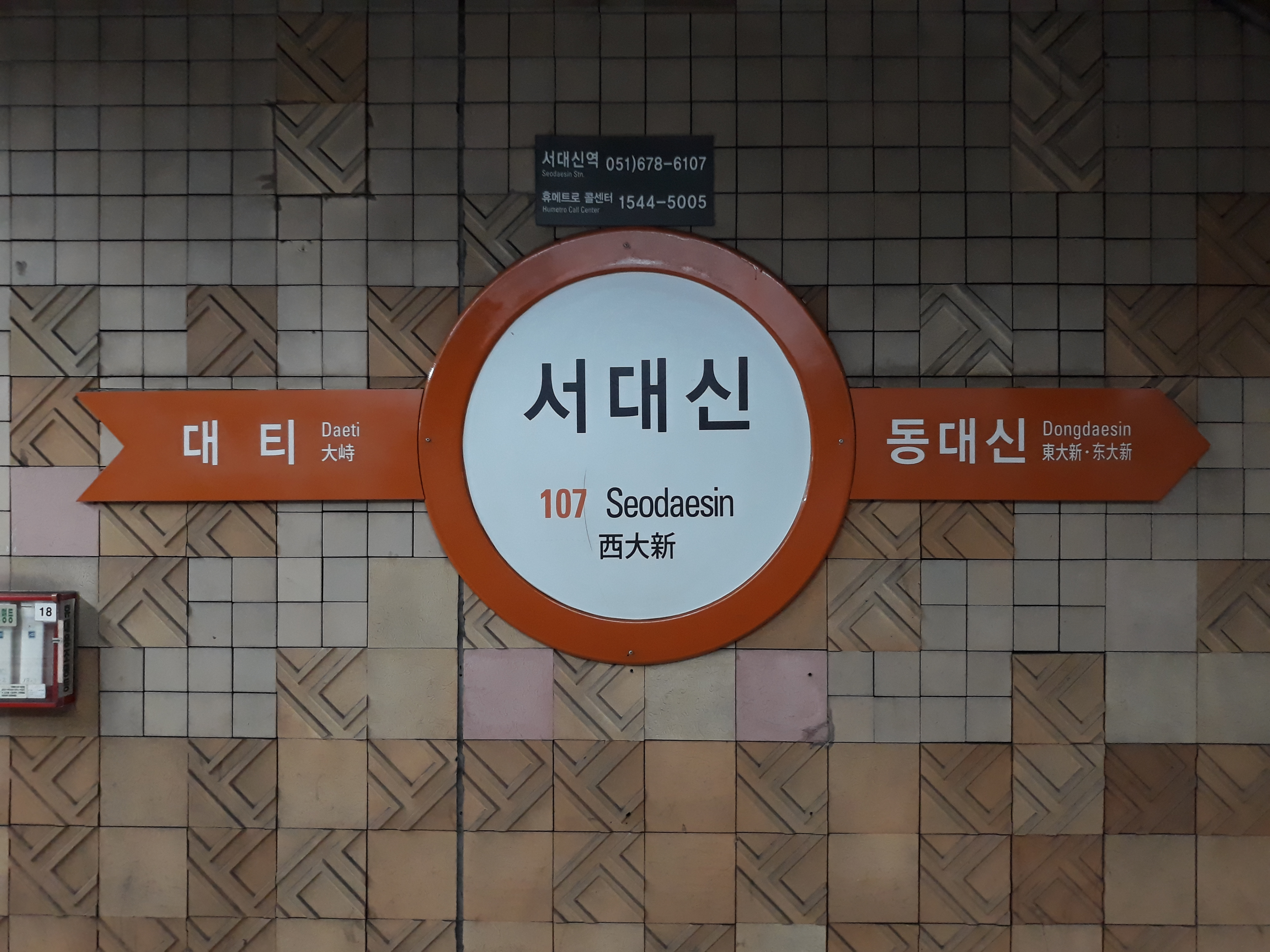
駅名標

### のりば
| 上り | 1号線 | 多大浦海水浴場方面 |
| 下り | 1号線 | 老圃方面           |

## 歴史
- 1990年2月28日 - 1号線が中央駅から当駅まで延伸された際に、西大新洞駅として開業。
- 1994年6月23日 - 1号線が新平駅まで延伸され、途中駅となる。
- 2010年2月24日 - 西大新駅に改称。

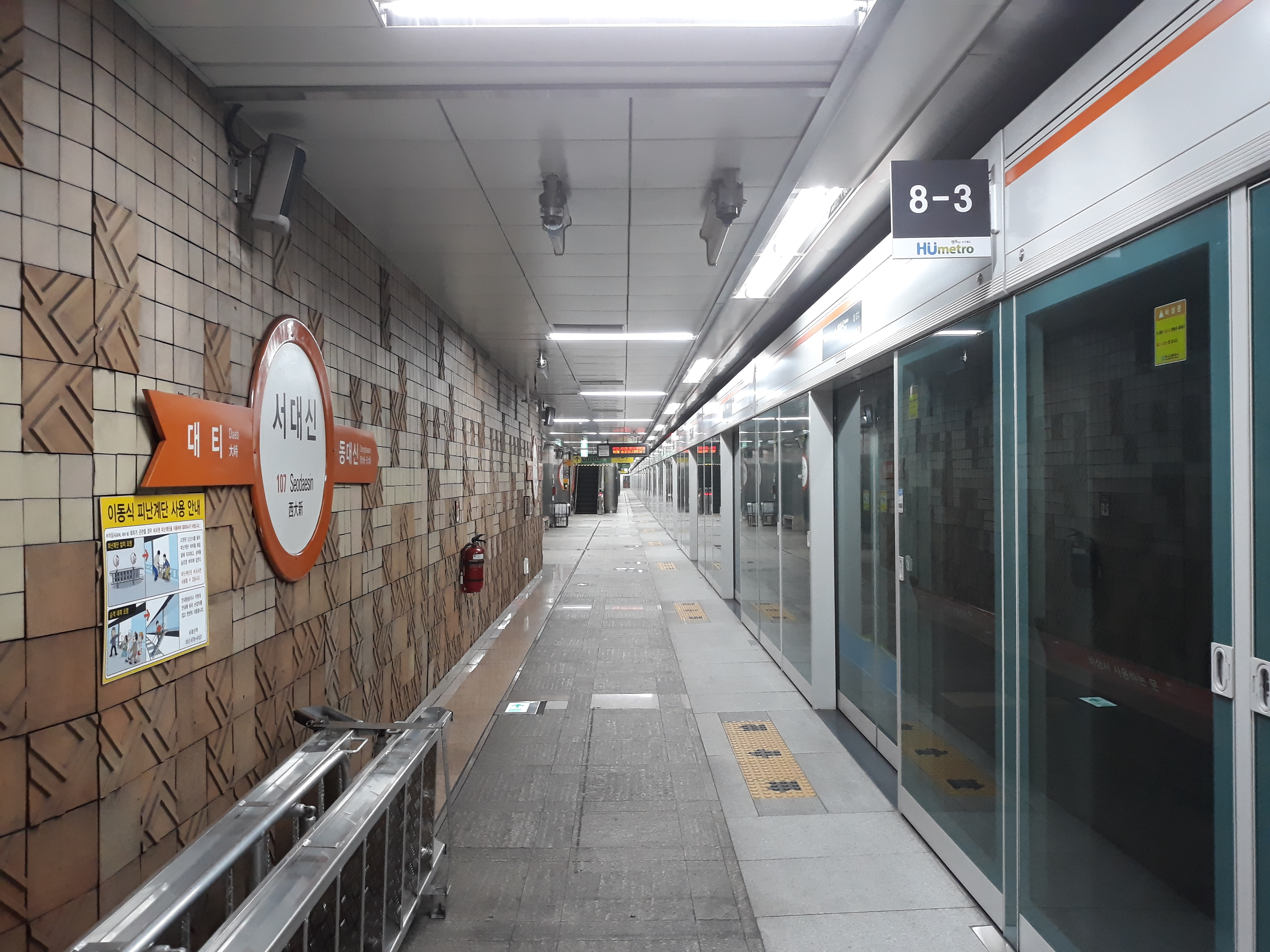
下りホーム（2018年3月）
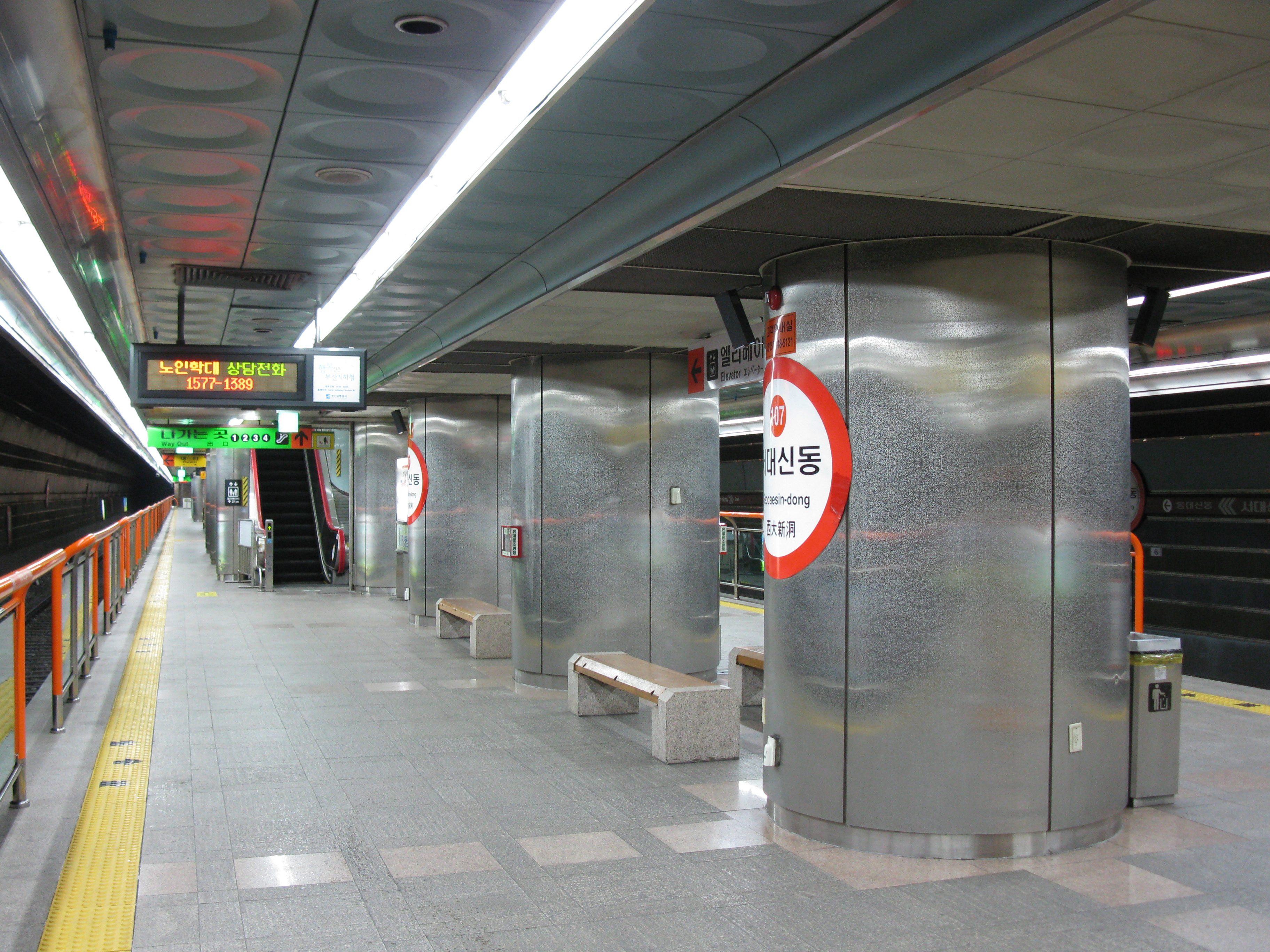
改称前のホーム

## 駅周辺
- 釜山西部警察署
- 釜山西部警察署西大治安センター
- 西釜山税務署
- 西大新3洞行政福祉センター
- 釜慶高等学校
- 九徳総合運動場
  - 九徳野球場
- 東亜大学校附属病院
- 三育釜山病院

## 隣の駅
釜山交通公社
 1号線
大峙駅 (106) - 西大新駅 (107) - 東大新駅 (108)